# Tỉnh trưởng Chính phủ Nhân dân tỉnh Phúc Kiến
Tỉnh trưởng Chính phủ Nhân dân tỉnh Phúc Kiến (tiếng Trung: 福建省人民政府省长, bính âm: Fú Jiàn xǐng rénmín zhèngfǔ shěng zhǎng, Phúc Kiến tỉnh Nhân dân Chính phủ Tỉnh trưởng) được bầu cử bởi Đại hội Đại biểu nhân dân tỉnh Phúc Kiến, lãnh đạo bởi thành viên của Đảng Cộng sản Trung Quốc. Cán bộ, công chức lãnh đạo, là Tỉnh trưởng Chính phủ Nhân dân tỉnh Phúc Kiến có cấp bậc Bộ trưởng, thường là Ủy viên Ủy ban Trung ương Đảng Cộng sản Trung Quốc các khóa. Tỉnh trưởng Chính phủ Nhân dân là lãnh đạo thứ hai của tỉnh, đứng sau Bí thư Tỉnh ủy. Tỉnh trưởng Chính phủ Nhân dân tỉnh Phúc Kiến đồng thời là Phó Bí thư Tỉnh ủy Phúc Kiến.
Trong lịch sử Cộng hòa Nhân dân Trung Hoa, chức vụ Tỉnh trưởng Chính phủ Nhân dân tỉnh Phúc Kiến có các tên gọi là Chủ tịch Chính phủ Nhân dân tỉnh Phúc Kiến (1949 - 1955), Tỉnh trưởng Ủy ban Nhân dân tỉnh Phúc Kiến (1955 - 1967), Chủ nhiệm Ủy ban Quân Giải phóng Nhân dân Trung Quốc Kiểm soát tỉnh Phúc Kiến (1967 - 1968), Chủ nhiệm Ủy ban Cách mạng tỉnh Phúc Kiến (1968 - 1979), và Tỉnh trưởng Chính phủ Nhân dân tỉnh Phúc Kiến (1979 đến nay). Tất cả các tên gọi này dù khác nhau nhưng cùng có ý nghĩa là Thủ trưởng Hành chính tỉnh Phúc Kiến, tức nghĩa Tỉnh trưởng Chính phủ Nhân dân tỉnh Phúc Kiến hiện nay.
Tỉnh trưởng Chính phủ Nhân dân tỉnh Phúc Kiến hiện tại là ông Vương Ninh.

## Lịch sử
Sau Nội chiến Trung Quốc, năm 1949, Phúc Kiến thuộc quyền kiểm soát của Cộng hòa Nhân dân Trung Hoa, riêng quần đảo Kim Môn và quần đảo Mã Tổ do chính quyền Trung Hoa Dân Quốc tại Đài Loan chiếm giữ. Trung Hoa Dân Quốc cũng thành lập tỉnh Phúc Kiến, nhưng chỉ trên danh nghĩa, bộ máy chính quyền cấp tỉnh Phúc Kiến của Trung Hoa Dân Quốc hiện nay không hoạt động trên thực tế. Eo biển Đài Loan đã từng xảy ra ba cuộc khủng hoảng giữa hai bên vào các năm 1954 – 1955, 1958 và 1995 – 1996.
Từ năm 1949 đến 1954, Chủ tịch Chính phủ Nhân dân tỉnh Phúc Kiến là Trương Đỉnh Thừa (张鼎丞. 1898 – 1981) giai đoạn (1949 – 1954) và Diệp Phi (叶飞. 1914 – 1999) giai đoạn (1954 – 1955). Vào tháng 2 năm 1955, cơ quan được tổ chức lại thành Ủy ban Nhân dân tỉnh Phúc Kiến. Diệp Phi tiếp tục là Tỉnh trưởng Ủy ban Nhân dân tỉnh giai đoạn 1955 – 1959, sau đó là Giang Nhất Chân (江一真. 1915 – 1994) (ba tháng năm 1959), Ngũ Hồng Tường (伍洪祥. 1914 – 2005) giai đoạn (1960 – 1962), Giang Nhất Chân quay lại hai tháng năm 1962 và Ngụy Kim Thủy (魏金水. 1906 – 1992) giai đoạn (1962 – 1967). Trong đó, Trương Đỉnh Thừa là Thủ trưởng tỉnh đầu tiên, đến năm 1954, điều chuyển khỏi Phúc Kiến, về Trung ương làm Viện trưởng Viện Kiểm sát Nhân dân Tối cao hơn hai mươi năm (1954 – 1975), Lãnh đạo cấp Phó Quốc gia. Tại Phúc Kiến, giai đoạn 1954 – 1958, là vùng đất trong xung đột Trung Quốc – Đài Loan, với Khủng hoảng eo biển Đài Loan lần 1 (1954 – 1955) và Khủng hoảng eo biển Đài Loan lần 2 (1958). Diệp Phi quản lý hành chính tỉnh, kiêm nhiệm Tư lệnh và Chính ủy Quân khu Phúc Châu, tham gia các cuộc khủng hoảng eo biển, được thụ phong Thượng tướng năm 1955, về sau là Tư lệnh và Chính ủy Hải quân Giải phóng quânsau nhiều năm tham chiến hải quân rồi giữ vị trí Phó Ủy viên trưởng Nhân Đại (cấp Phó Quốc gia) trước khi nghỉ hưu.
Những năm đầu, dãy núi Phúc Kiến không thể xây dựng đường sắt, làm cản trở sự phát triển kinh tế của khu vực và liên kết với các tỉnh lân cận. Đường sắt Ưng Đàm – Hạ Môn (nối liền Ưng Đàm, Giang Tây và thành phố Hạ Môn) hoàn thành năm 1956 đã góp phần phát triển. Tuy Phúc Kiến trong những ngày đầu chững lại trong quá trình phát triển, nhưng đã bảo vệ hệ sinh thái của tỉnh, ngày nay, là nơi có tỷ lệ che phủ rừng cao nhất và sinh quyển đa dạng nhất ở Trung Quốc trong khi nhiều tỉnh miền Trung đang gặp nhiều phá hoại, ảnh hưởng xấu từ ô nhiễm.

Tháng 8 năm 1968, cơ quan hành chính được tổ chức lại thành Ủy ban Cách mạng tỉnh Phúc Kiến. Chủ nhiệm Ủy ban Cách mạng tỉnh Phúc Kiến là Hàn Tiến Sở (韩先楚. 1913 – 1986) giai đoạn (1968 – 1973) và Liêu Chí Cao (廖志高. 1913 – 2000) giai đoạn (1973 – 1977). Cả hai đều kiêm nhiệm Chính ủy Quân khu Phúc Châu, trong đó Hàn Tiến Sở là Thượng tướng, sau đó là Tư lệnh Quân khu Lan Châu rồi giữ vị trí Phó Ủy viên trưởng Nhân Đại (cấp Phó Quốc gia tương tự với Diệp Phi) trước khi nghỉ hưu.

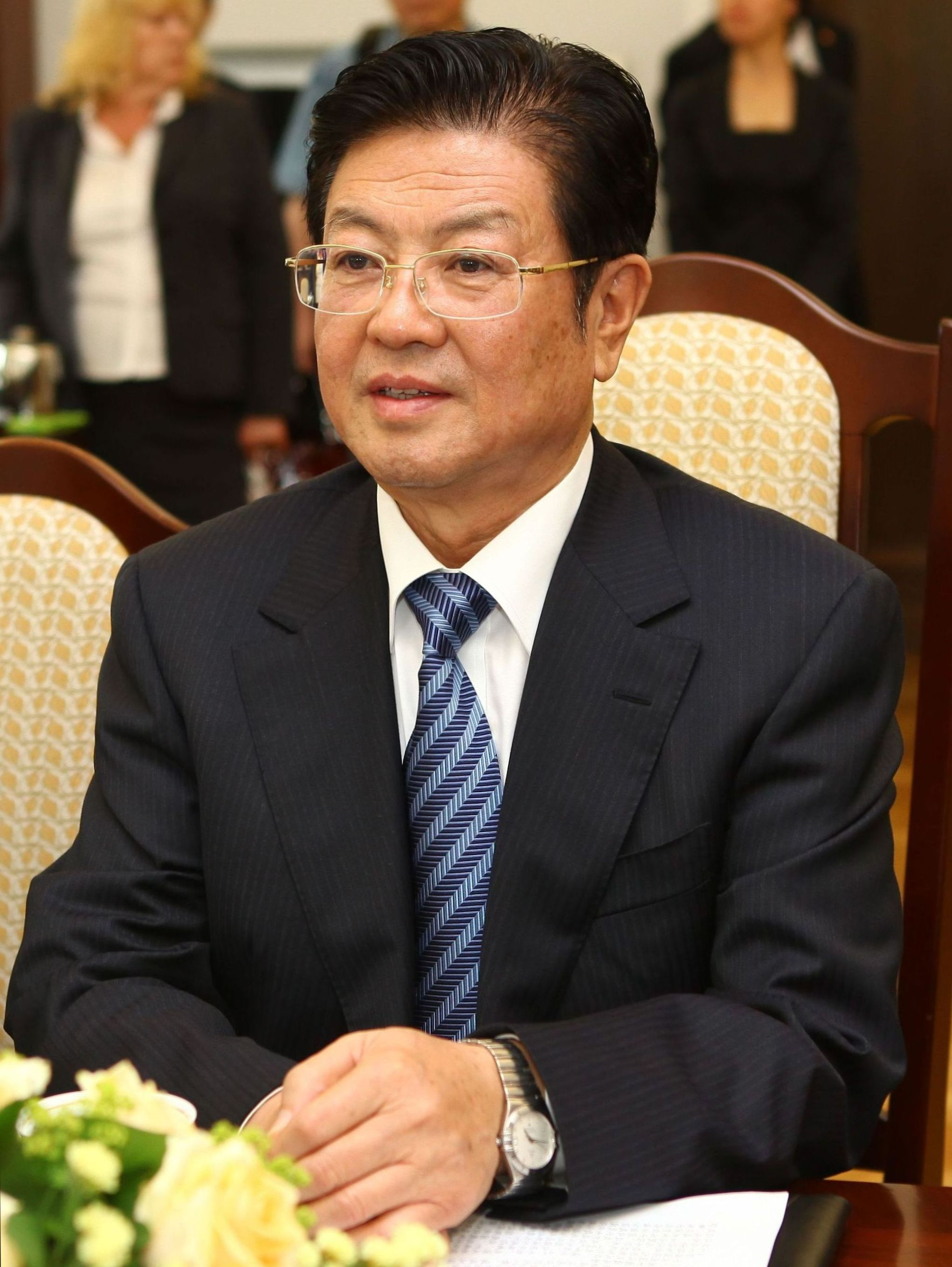
Vương Triệu Quốc (1941), Phó Ủy viên trưởng thứ nhất, Tỉnh trưởng Phúc Kiến 1987 – 1990.

Tháng 12 năm 1979, Ủy ban Cách mạng tỉnh Phúc Kiến giải thể và Chính phủ Nhân dân tỉnh Phúc Kiến được tái lập. Giai đoạn 1979 – 2020, có 12 Tỉnh trưởng Chính phủ Nhân dân tỉnh Phúc Kiến, là Mã Hưng Nguyên (马兴元. 1917 – 2005) giai đoạn (1979 – 1983), Hồ Bình (胡平. 1930) giai đoạn (1983 – 1987), Vương Triệu Quốc (1987 – 1990), Giả Khánh Lâm (1990 – 1994), Trần Minh Nghĩa (陈明义. 1940) giai đoạn (1994 – 1996), Hạ Quốc Cường (1996 – 1999), Tập Cận Bình (1999 – 2002), Lư Triển Công (2002 – 2004), Hoàng Tiểu Tinh (2004 – 2011), Tô Thụ Lâm (苏树林. 1962) giai đoạn (2011 – 2015), Vu Vĩ Quốc (2015 – 2017), Đường Đăng Kiệt (2017 – nay).
Giai đoạn 1987 – 2002, Chính phủ Nhân dân tỉnh Phúc Kiến trở nên đặc biệt, có năm Tỉnh trưởng, bốn người sau đó trở thành cán bộ cao cấp. Đó là Lãnh đạo cấp Phó Quốc gia Vương Triệu Quốc (1941), Ủy viên Bộ Chính trị Đảng Cộng sản Trung Quốc, Phó Ủy viên trưởng thứ nhất Ủy ban Thường vụ Đại hội Đại biểu Nhân dân Toàn quốc, Chánh Văn phòng Trung ương Đảng Cộng sản Trung Quốc, Bí thư Ban Bí thư Ủy ban Trung ương Đảng Cộng sản Trung Quốc. Lãnh đạo Quốc gia vị trí thứ tư Giả Khánh Lâm (1940), là Bí thư Thành ủy thành phố Bắc Kinh trước khi trở thành Ủy viên Ban Thường vụ Bộ Chính trị Đảng Cộng sản Trung Quốc (khóa XVI, XVII), Chủ tịch Hội nghị Hiệp thương Chính trị Nhân dân Trung Quốc. Lãnh đạo Quốc gia vị trí thứ sáu Hạ Quốc Cường (1943), là Trưởng Ban Tổ chức Trung ương Đảng Cộng sản Trung Quốc, Bí thư Thành ủy thành phố Trùng Khánh trước khi trở thành Ủy viên Ban Thường vụ Bộ Chính trị Đảng Cộng sản Trung Quốc (khóa XVII), Bí thư Ủy ban Kiểm tra Kỷ luật Trung ương Đảng Cộng sản Trung Quốc. Bên cạnh đó còn có Lư Triển Công, hiện là Phó Chủ tịch Chính Hiệp, một chức vụ hàm Phó Quốc gia trước khi nghỉ hưu và Tô Thụ Lâm, người được bổ nhiệm làm Tỉnh trưởng Phúc Kiến năm 49 tuổi, đầy tiềm năng thăng cấp nhưng đã vi phạm kỷ luật nghiêm trọng, khai trừ khỏi Đảng năm 2017. Trong những năm ở Phúc Kiến, Hạ Quốc Cường tham gia ứng phó Khủng hoảng eo biển Đài Loan lần thứ ba, năm 1995 – 1996. Một loạt các vụ thử tên lửa do Trung Quốc tiến hành ở vùng biển xung quanh Đài Loan, bao gồm Eo biển Đài Loan. Nhóm tên lửa đầu tiên được bắn vào giữa đến cuối năm 1995 được cho là nhằm gửi tín hiệu mạnh mẽ tới chính phủ Trung Hoa Dân Quốc dưới thời Lý Đăng Huy, một phần Chính sách một Trung Quốc.
Và Lãnh đạo Tối cao Trung Quốc đương nhiệm Tập Cận Bình (1953), Tổng Bí thư Đảng Cộng sản Trung Quốc, Chủ tịch nước Cộng hòa Nhân dân Trung Hoa, Chủ tịch Ủy ban Quân sự Trung ương Đảng Cộng sản Trung Quốc.

## Danh sách Tỉnh trưởng Chính phủ Nhân dân tỉnh Phúc Kiến
Từ năm 1949 tính đến hiện tại, Chính phủ Nhân dân tỉnh Phúc Kiến có 19 Tỉnh trưởng Chính phủ Nhân dân.
| STT                                                        | Tên                                                      | Quê quán                                                 | Sinh năm                                                 | Nhiệm kỳ                                                 | Chức vụ về sau (gồm hiện) | Chức vụ trước, tình trạng                                                                    |
| Chủ tịch Chính phủ Nhân dân tỉnh Phúc Kiến (1949 - 1955)   | Chủ tịch Chính phủ Nhân dân tỉnh Phúc Kiến (1949 - 1955) | Chủ tịch Chính phủ Nhân dân tỉnh Phúc Kiến (1949 - 1955) | Chủ tịch Chính phủ Nhân dân tỉnh Phúc Kiến (1949 - 1955) | Chủ tịch Chính phủ Nhân dân tỉnh Phúc Kiến (1949 - 1955) | Chủ tịch Chính phủ Nhân dân tỉnh Phúc Kiến (1949 - 1955) | Chủ tịch Chính phủ Nhân dân tỉnh Phúc Kiến (1949 - 1955)                                     |
| ---------------------------------------------------------- | -------------------------------------------------------- | -------------------------------------------------------- | -------------------------------------------------------- | -------------------------------------------------------- | --- | -------------------------------------------------------------------------------------------- |
| 1                                                          | Trương Đỉnh Thừa                                         | Khai Nguyên, Liêu Ninh                                   | 1898 - 1981                                              | 08/1949 - 10/1954                                        | Nguyên Phó Ủy viên trưởng Ủy ban Thường vụ Đại hội Đại biểu Nhân dân Toàn quốc, Nguyện Viện trưởng Viện Kiểm sát Nhân dân Tối cao (Trung Quốc). | Lãnh đạo cấp Phó Quốc gia. Qua đời năm 1981 tại Bắc Kinh.                                    |
| 2                                                          | Diệp Phi                                                 | Nam An, Phúc Kiến                                        | 1914 - 1999                                              | 10/1954 - 02/1955                                        | Thượng tướng Quân Giải phóng Nhân dân Trung Quốc, | Qua đời năm 1999 tại Bắc Kinh.                                                               |
| Tỉnh trưởng Ủy ban Nhân dân tỉnh Phúc Kiến (1955 - 1967)   |                                                          |                                                          |                                                          |                                                          | |                                                                                              |
| 2                                                          | Diệp Phi                                                 | Nam An, Phúc Kiến                                        | 1914 - 1999                                              | 02/1955 - 10/1959                                        | Thượng tướng Quân Giải phóng Nhân dân Trung Quốc, Nguyên Phó Ủy viên trưởng Ủy ban Thường vụ Đại hội Đại biểu Nhân dân Toàn quốc, Nguyên Tư lệnh Hải quân Quân Giải phóng Nhân dân Trung Quốc, Nguyên Bộ trưởng Bộ Giao thông Trung Quốc, Nguyên Bí thư Tỉnh ủy tỉnh Phúc Kiến, Nguyên Phó Tư lệnh Quân khu Nam Kinh. | Qua đời năm 1999 tại Bắc Kinh.                                                               |
| 3                                                          | Giang Nhất Chân                                          | Long Nham,Phúc Kiến                                      | 1915 - 1994                                              | 10/1959 - 12/1959                                        | Nguyên Bộ trưởng Bộ Y tế Cộng hòa Nhân dân Trung Hoa, Nguyên Quyền Bộ trưởng Bộ Nông thông Trung Quốc, Nguyên Ủy viên Ủy ban Cố vấn Trung ương Đảng Cộng sản Trung Quốc. | Hai lần làm Tỉnh trưởng Phúc Kiến. Qua đời năm 1984 tại Bắc Kinh.                            |
| 4                                                          | Ngũ Hồng Tường                                           | Long Nham,Phúc Kiến                                      | 1914 - 2005                                              | 04/1960 - 06/1962                                        | Nguyên Tỉnh trưởng Chính phủ Nhân dân tỉnh An Huy. | Qua đời năm 2005 tại Phúc Châu.                                                              |
| 3                                                          | Giang Nhất Chân                                          | Long Nham,Phúc Kiến                                      | 1915 - 1994                                              | 11/1962 - 12/1962                                        | Nguyên Bộ trưởng Bộ Y tế Cộng hòa Nhân dân Trung Hoa, Nguyên Ủy viên Ủy ban Cố vấn Trung ương Đảng Cộng sản Trung Quốc. | Hai lần làm Tỉnh trưởng Phúc Kiến. Qua đời năm 1984 tại Bắc Kinh.                            |
| 5                                                          | Ngụy Kim Thủy                                            | Long Nham,Phúc Kiến                                      | 1906 - 1992                                              | 12/1962 - 05/1967                                        | Nguyên Ủy viên Ủy ban Cố vấn Trung ương Đảng Cộng sản Trung Quốc. | Qua đời năm 1992 tại Phúc Châu.                                                              |
| Chủ nhiệm Ủy ban Cách mạng tỉnh Phúc Kiến (1967 - 1979)    |                                                          |                                                          |                                                          |                                                          | |                                                                                              |
| 6                                                          | Hàn Tiến Sở                                              | Hoàng Cương, Hồ Bắc                                      | 1913 - 1986                                              | 05/1967 - 12/1973                                        | Thượng tướng Quân Giải phóng Nhân dân Trung Quốc, Nguyên Phó Ủy viên trưởng Ủy ban Thường vụ Đại hội Đại biểu Nhân dân Toàn quốc, Nguyên Phó Tổng Tham mưu trưởng Giải phóng quân Nhân dân Trung Quốc, Nguyên Tư lệnh Quân khu Lan Châu, Nguyên Tư lệnh Quân khu Phúc Châu. | Qua đời năm 1986 tại Bắc Kinh.                                                               |
| 7                                                          | Liêu Chí Cao                                             | Miện Ninh, Tứ Xuyên                                      | 1913 - 2000                                              | 11/1974 - 12/1979                                        | Nguyên Bí thư Tỉnh ủy tỉnh Phúc Kiến, Nguyên Ủy viên Ủy ban Cố vấn Trung ương Đảng Cộng sản Trung Quốc. | Qua đời năm 2000 tại Bắc Kinh.                                                               |
| Tỉnh trưởng Chính phủ Nhân dân tỉnh Phúc Kiến (1979 - nay) |                                                          |                                                          |                                                          |                                                          | |                                                                                              |
| 8                                                          | Mã Hưng Nguyên                                           | Tích Dương, Sơn Tây                                      | 1917 - 2005                                              | 12/1979 - 01/1983                                        | Nguyên Ủy viên Ủy ban Cố vấn Trung ương Đảng Cộng sản Trung Quốc. | Qua đời năm 2005 tại Bắc Kinh.                                                               |
| 9                                                          | Hồ Bình                                                  | Gia Hưng, Chiết Giang                                    | 1930 -                                                   | 01/1983 - 11/1987                                        | Nguyên Bộ trưởng Bộ Thương nghiệp Trung Quốc (đã giải thể). | Trước đó là Phó Bí thư Tỉnh ủy tỉnh Phúc Kiến.                                               |
| 10                                                         | Vương Triệu Quốc                                         | Phong Nhuận, Hà Bắc                                      | 1941 -                                                   | 09/1987 - 11/1990                                        | Nguyên Ủy viên Bộ Chính trị Đảng Cộng sản Trung Quốc, Nguyên Phó Ủy viên trưởng thứ nhất Ủy ban Thường vụ Đại hội Đại biểu Nhân dân Toàn quốc, Nguyên Chánh Văn phòng Trung ương Đảng Cộng sản Trung Quốc, Nguyên Bí thư Ban Bí thư Ủy ban Trung ương Đảng Cộng sản Trung Quốc, Nguyên Trưởng Ban Công tác Mặt trận Thống nhất Trung ương Đảng Cộng sản Trung Quốc. | Lãnh đạo cấp Phó Quốc gia. Trước đó là Bí thư thứ nhất Đoàn Thanh niên Cộng sản Trung Quốc   |
| 11                                                         | Giả Khánh Lâm                                            | Thương Châu, Hà Bắc                                      | 1940 -                                                   | 11/1990 - 04/1994                                        | Nguyên Ủy viên Ban Thường vụ Bộ Chính trị Đảng Cộng sản Trung Quốc (vị trí thứ tư khóa XVI, XVII), Nguyên Chủ tịch Hội nghị Hiệp thương Chính trị Nhân dân Trung Quốc, Nguyên Bí thư Thành ủy thành phố Bắc Kinh, Nguyên Thị trưởng Chính phủ Nhân dân thành phố Bắc Kinh, Nguyên Bí thư Tỉnh ủy tỉnh Phúc Kiến. | Lãnh đạo Quốc gia vị trí thứ tư. Trước đó là Phó Bí thư Tỉnh ủy tỉnh Phúc Kiến.              |
| 12                                                         | Trần Minh Nghĩa                                          | Phúc Châu, Phúc Kiến                                     | 1940 -                                                   | 04/1994 - 10/1996                                        | Nguyên Bí thư Tỉnh ủy tỉnh Phúc Kiến, Nguyên Chủ nhiệm Ủy ban Thường vụ Đại hội Đại biểu Nhân dân tỉnh Phúc Kiến | Trước đó là Tỉnh trưởng Chính phủ Nhân dân tỉnh Phúc Kiến.                                   |
| 13                                                         | Hạ Quốc Cường                                            | Tương Hương, Hồ Nam                                      | 1943 -                                                   | 10/1996 - 08/1999                                        | Nguyên Ủy viên Ban Thường vụ Bộ Chính trị Đảng Cộng sản Trung Quốc (vị trí thứ sáu khóa XVII), Nguyên Bí thư Ủy ban Kiểm tra Kỷ luật Trung ương Đảng Cộng sản Trung Quốc, Nguyên Trưởng Ban Tổ chức Trung ương Đảng Cộng sản Trung Quốc, Nguyên Bí thư Thành ủy thành phố Trùng Khánh. | Lãnh đạo Quốc gia vị trí thứ sáu. Trước đó là Tỉnh trưởng Chính phủ Nhân dân tỉnh Phúc Kiến. |
| 14                                                         | Tập Cận Bình                                             | Phú Bình, Thiểm Tây, sinh tại Bắc Kinh                   | 1953 -                                                   | 08/1999 - 10/2002                                        | Nhà lãnh đạo quốc gia tối cao Trung Quốc), Tổng Bí thư Đảng Cộng sản Trung Quốc, Chủ tịch nước Cộng hòa Nhân dân Trung Hoa, Chủ tịch Ủy ban Quân sự Trung ương Đảng Cộng sản Trung Quốc, Ủy viên Ban Thường vụ Bộ Chính trị Đảng Cộng sản Trung Quốc (vị trí thứ nhất), Nguyên Phó Chủ tịch nước Cộng hòa Nhân dân Trung Hoa, Nguyên Bí thư Ban Bí thư Trung ương Đảng Cộng sản Trung Quốc, Nguyên Hiệu trưởng Trường Đảng Trung ương Đảng Cộng sản Trung Quốc, Nguyên Bí thư Thành ủy Thành phố Thượng Hải, Nguyên Bí thư Tỉnh ủy tỉnh Chiết Giang. | Lãnh đạo Quốc gia Tối cao. Trước đó là Phó Bí thư Tỉnh ủy tỉnh Phúc Kiến.                    |
| 15                                                         | Lư Triển Công                                            | Từ Khê, Chiết Giang                                      | 1952 -                                                   | 10/2002 - 12/2004                                        | Phó Chủ tịch Ủy ban Toàn quốc Hội nghị Hiệp thương Chính trị Nhân dân Trung Quốc, Nguyên Bí thư Tỉnh ủy tỉnh Phúc Kiến, Nguyên Bí thư Tỉnh ủy tỉnh Hà Nam (Trung Quốc). | Trước đó là Phó Bí thư Tỉnh ủy tỉnh Hà Bắc.                                                  |
| 16                                                         | Hoàng Tiểu Tinh                                          | Phúc Châu, Phúc Kiến                                     | 1946 -                                                   | 12/2004 - 04/2011                                        | Nguyên Ủy viên Ủy ban Thường vụ Đại hội Đại biểu Nhân dân Toàn quốc Cộng hòa Nhân dân Trung Hoa | Trước đó là Phó Bí thư Tỉnh ủy tỉnh Phúc Kiến.                                               |
| 17                                                         | Tô Thụ Lâm                                               | Khắc Đông, Hắc Long Giang                                | 1962 -                                                   | 04/2011 - 10/2015                                        | Nguyên Tỉnh trưởng Chính phủ Nhân dân tỉnh Phúc Kiến. | Lâm vi phạm kỷ luật nghiêm trọng, bị tước Đảng tịch năm 2017.                                |
| 18                                                         | Vu Vĩ Quốc                                               | Thái Thương, Giang Tô                                    | 1955 -                                                   | 11/2015 - 12/2017                                        | Ủy viên Ủy ban Trung ương Đảng Cộng sản Trung Quốc khóa XIX, Bí thư Tỉnh ủy tỉnh Phúc Kiến. Chủ nhiệm Ủy ban Thường vụ Đại hội Đại biểu Nhân dân tỉnh Phúc Kiến | Trước đó là Phó Bí thư Tỉnh ủy tỉnh Phúc Kiến.                                               |
| 19                                                         | Đường Đăng Kiệt                                          | Diêm Thành, Giang Tô                                     | 1964 -                                                   | 01/2018 - 07/2020                                        | Ủy viên dự khuyết Ủy ban Trung ương Đảng Cộng sản Trung Quốc khóa XIX, Phó Chủ nhiệm thường trực Ủy ban Cải cách và Phát triển Quốc gia Cộng hòa Nhân dân Trung Hoa. | Trước đó là Thứ trưởng Bộ Công nghiệp và Công nghệ thông tin Trung Quốc                      |
| 20                                                         | Vương Ninh                                               | Thẩm Dương, Liêu Ninh                                    | 1961                                                     | 07/2020                                                  | Ủy viên dự khuyết Ủy ban Trung ương Đảng Cộng sản Trung Quốc khóa XIX, Phó Bí thư Tỉnh ủy, quyền Tỉnh trưởng Chính phủ Nhân dân tỉnh Phúc Kiến. | Trước đó là Phó Bí thư chuyên trách Tỉnh ủy.                                                 |

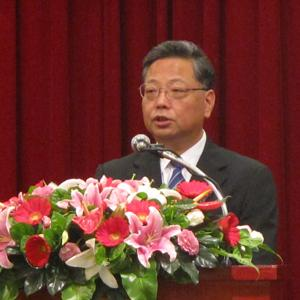
Hoàng Tiểu Tinh (1946 -), nguyên Tỉnh trưởng Chính phủ Nhân dân tỉnh Phúc Kiến (2004 - 2011).
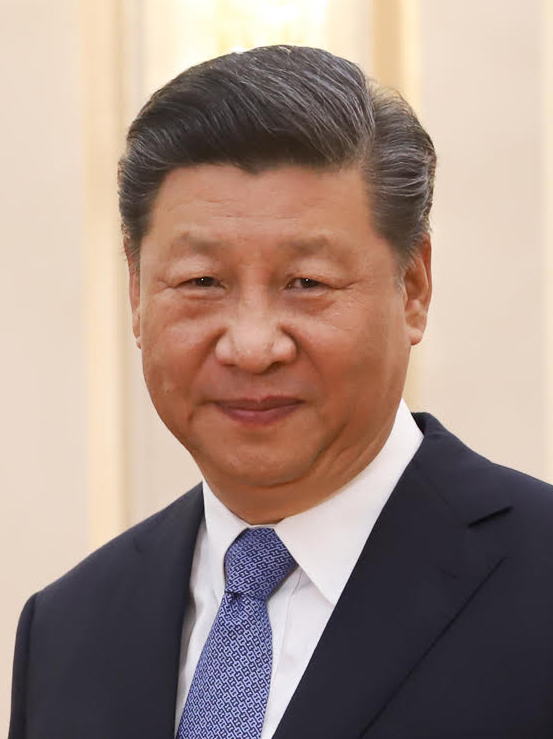
Tập Cận Bình (1953 -), Nhà lãnh đạo quốc gia tối cao Trung Quốc), Tổng Bí thư Đảng Cộng sản Trung Quốc, Chủ tịch nước Cộng hòa Nhân dân Trung Hoa, Chủ tịch Ủy ban Quân sự Trung ương Đảng Cộng sản Trung Quốc, nguyên Tỉnh trưởng Chính phủ Nhân dân tỉnh Phúc Kiến (1999 - 2002).
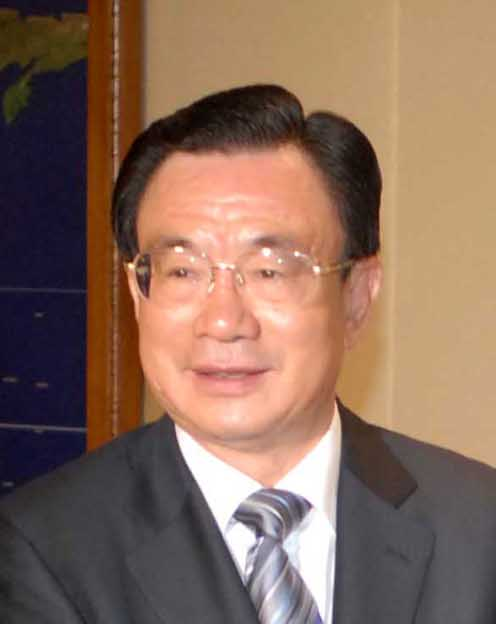
Hạ Quốc Cường (1943 -), nguyên Ủy viên Ban Thường vụ Bộ Chính trị Đảng Cộng sản Trung Quốc, nguyên Bí thư Ủy ban Kiểm tra Kỷ luật Trung ương Đảng Cộng sản Trung Quốc, nguyên Tỉnh trưởng Chính phủ Nhân dân tỉnh Phúc Kiến (1996 - 1999).
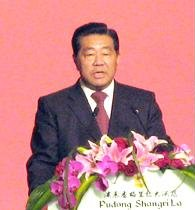
Giả Khánh Lâm (1940 -), nguyên Ủy viên Ban Thường vụ Bộ Chính trị Đảng Cộng sản Trung Quốc, nguyên Chủ tịch Hội nghị Hiệp thương Chính trị Nhân dân Trung Quốc, nguyên Tỉnh trưởng Chính phủ Nhân dân tỉnh Phúc Kiến (1990 - 1994).
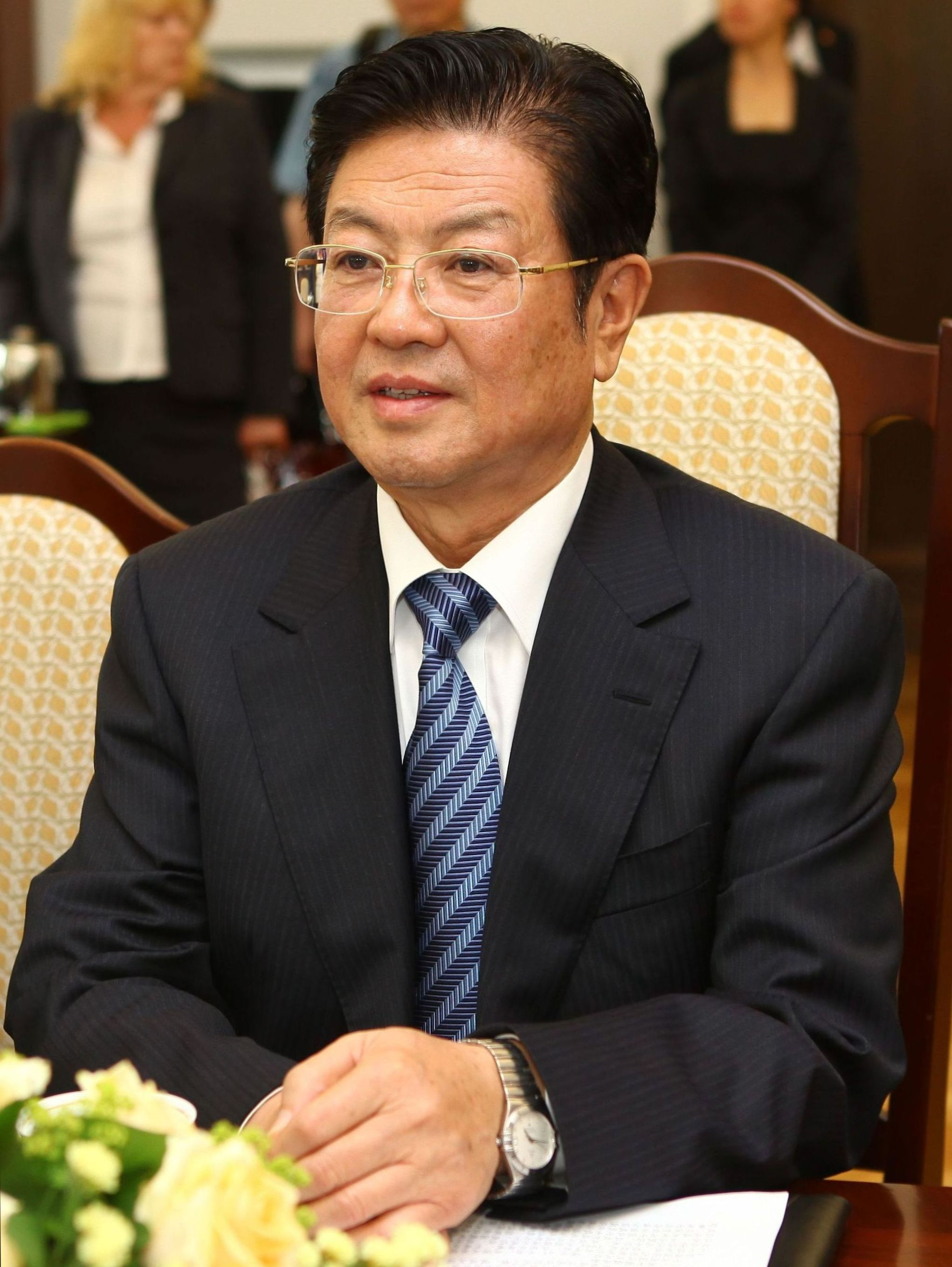
Vương Triệu Quốc, (1941 -), nguyên Bộ Chính trị Đảng Cộng sản Trung Quốc, nguyên Phó Ủy viên trưởng thứ nhất Ủy ban Thường vụ Đại hội Đại biểu Nhân dân Toàn quốc, nguyên Tỉnh trưởng Chính phủ Nhân dân tỉnh Phúc Kiến (1987 - 1990).
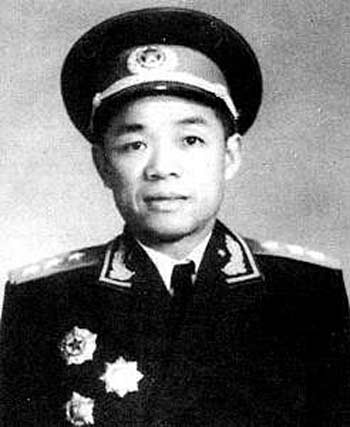
Hàn Tiến Sở (1913 - 1985), Thượng tướng Quân Giải phóng Nhân dân Trung Quốc, nguyên Chủ nhiệm Ủy ban Quân Giải phóng Nhân dân Trung Quốc Kiểm soát tỉnh Phúc Kiến (1967 - 1968), nguyên nguyên Chủ nhiệm Ủy ban Cách mạng tỉnh Phúc Kiến (1968 - 1973).
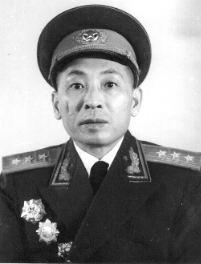
Diệp Phi (1914 - 1999), Thượng tướng Quân Giải phóng Nhân dân Trung Quốc, nguyên Chủ tịch Chính phủ Nhân dân tỉnh Phúc Kiến (1954 - 1955), nguyên Tỉnh trưởng Ủy ban Nhân dân tỉnh Phúc Kiến (1955 -1959).
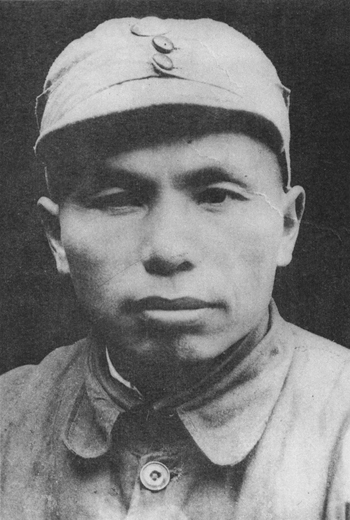
Trương Đỉnh Thừa (1898 - 1981), nguyên Chủ tịch Chính phủ Nhân dân tỉnh Phúc Kiến (1949 - 1954).

## Tên gọi khác của chức vụ Tỉnh trưởng Chính phủ Nhân dân

#### Chủ tịch Chính phủ Nhân dân tỉnh Phúc Kiến (1949 - 1955)

Phúc Kiến

- Trương Đỉnh Thừa, nguyên Chủ tịch Chính phủ Nhân dân tỉnh Phúc Kiến (1949 - 1954).
- Diệp Phi, nguyên Chủ tịch Chính phủ Nhân dân tỉnh Phúc Kiến (1954 - 1955).

#### Tỉnh trưởng Ủy ban Nhân dân tỉnh Phúc Kiến (1955 - 1967)
- Diệp Phi, nguyên Tỉnh trưởng Ủy ban Nhân dân tỉnh Phúc Kiến (1955 - 1959).
- Giang Nhất Chân, nguyên Tỉnh trưởng Ủy ban Nhân dân tỉnh Phúc Kiến (1959). Giang Nhất Chân được bổ nhiệm làm Tỉnh trưởng Ủy ban Nhân dân tỉnh Phúc Kiến hai lần, lần thứ nhất năm 1959, lần thứ hai năm 1962, mỗi lần chỉ hai tháng.
- Ngũ Hồng Tường, nguyên Tỉnh trưởng Ủy ban Nhân dân tỉnh Phúc Kiến (1960 - 1962).
- Giang Nhất Chân, nguyên Tỉnh trưởng Ủy ban Nhân dân tỉnh Phúc Kiến (1962).
- Ngụy Kim Thủy, nguyên Tỉnh trưởng Ủy ban Nhân dân tỉnh Phúc Kiến  (1962 - 1967).

#### Chủ nhiệm Ủy ban Quân Giải phóng Nhân dân Trung Quốc Kiểm soát tỉnh Phúc Kiến (1967 - 1968)
- Hàn Tiến Sở, Thượng tướng Quân Giải phóng Nhân dân Trung Quốc,, nguyên Chủ nhiệm Ủy ban Quân Giải phóng Nhân dân Trung Quốc Kiểm soát tỉnh Phúc Kiến (1967 - 1968).

#### Chủ nhiệm Ủy ban Cách mạng tỉnh Phúc Kiến (1968 - 1979)
- Hàn Tiến Sở, Thượng tướng Quân Giải phóng Nhân dân Trung Quốc, nguyên Chủ nhiệm Ủy ban Cách mạng tỉnh Phúc Kiến (1968 - 1973).
- Liêu Chí Cao, nguyên Chủ nhiệm Ủy ban Cách mạng tỉnh Phúc Kiến (1973 - 1979).

## Các lãnh đạo quốc gia Trung Quốc từng là Tỉnh trưởng Chính phủ Nhân dân tỉnh Phúc Kiến

Bản đồ Phúc Kiến

Tỉnh Phúc Kiến, Cộng hòa Nhân dân Trung Hoa có vị trí đặc biệt khi có vị trí địa lý đối diện, gần với đảo Đài Loan, hay còn gọi là Trung Hoa Dân Quốc. Đảng Cộng sản Trung Quốc thiết lập cơ quan với vai trò liên lạc với Đài Loan, là Tiểu ban Công tác Lãnh đạo với Đài Loan Trung ương.
Trong lịch sử, có nhiều lãnh đạo Quốc gia từng giữ vị trí lãnh đạo Phúc Kiến:
- Tập Cận Bình[17], Nhà lãnh đạo quốc gia tối cao Trung Quốc), Tổng Bí thư Đảng Cộng sản Trung Quốc, Chủ tịch nước Cộng hòa Nhân dân Trung Hoa, Chủ tịch Ủy ban Quân sự Trung ương Đảng Cộng sản Trung Quốc, nguyên Tỉnh trưởng Chính phủ Nhân dân tỉnh Phúc Kiến (1999 - 2002).
- Hạ Quốc Cường (1943 -), nguyên Ủy viên Ban Thường vụ Bộ Chính trị Đảng Cộng sản Trung Quốc, nguyên Bí thư Ủy ban Kiểm tra Kỷ luật Trung ương Đảng Cộng sản Trung Quốc, nguyên Tỉnh trưởng Chính phủ Nhân dân tỉnh Phúc Kiến (1996 - 1999).
- Giả Khánh Lâm (1940 -), nguyên Ủy viên Ban Thường vụ Bộ Chính trị Đảng Cộng sản Trung Quốc, nguyên Chủ tịch Hội nghị Hiệp thương Chính trị Nhân dân Trung Quốc, nguyên Tỉnh trưởng Chính phủ Nhân dân tỉnh Phúc Kiến (1990 - 1994).
- Vương Triệu Quốc, (1941 -), nguyên Bộ Chính trị Đảng Cộng sản Trung Quốc, nguyên Phó Ủy viên trưởng thứ nhất Ủy ban Thường vụ Đại hội Đại biểu Nhân dân Toàn quốc, nguyên Tỉnh trưởng Chính phủ Nhân dân tỉnh Phúc Kiến (1987 - 1990).